# Жан Батист Био
Жан Батист Био (фр. Jean-Baptiste Biot; Париз, 21. април 1774 — Париз, 3. фебруар 1862) био је француски физичар, астроном и математичар. Био је дипломирао у Политехничкој школи. Током раних 1800-их, проучавао је поларизацију светлости која пролази кроз хемијске растворе, као и везу између електричне струје и магнетизма. Био-Саваров закон, који описује магнетско поље које генерише стална струја, добио је назив по њему и Феликсу Савару.
Био је био први који је открио јединствене оптичке особине лискуна, па самим тим и минерала базираног на њему, биотита, који је назван по Биоу.
Године 1804, Био и Жозеф Геј-Лисак попели су се са балоном на врућ ваздух до висине од око пет километара током раних истраживања Земљине атмосфере.
Постоји мали кратер назван по Биоу на Месецу.
Крајем Биоовог живота, Пастер му је демонстрирао супротну оптичку ротацију (исти угао, али супротни смер) поларизоване светлости која пролази кроз водени раствор кристала.

## Књиге
- Traité élémentaire d'astronomie physique (Klostermann, 1810-1811)
- Traité de physique expérimentale et mathématique(Deterville, 1816)
- Précis de l'histoire de l'astronomie chinoise (impr. impériale, 1861)
- Études sur l'astronomie indienne et sur l'astronomie chinoise (Lévy frères, 1862)
- Mélanges scientifiques et littéraires (Lévy frères, 1858)
- Recherches sur plusieurs points de l'astronomie égyptienne (Didot, 1823)